# Proiphys
Proiphys é um género botânico pertencente à família Amaryllidaceae.
1. ↑  «Proiphys — World Flora Online». www.worldfloraonline.org. Consultado em 19 de agosto de 2020